# Bitva u Stalingradu
Bitva u Stalingradu, bitva o Stalingrad, či stalingradská bitva (podzim 1942 – zima 1943) představuje společně s bitvou před Moskvou (1941) a bitvou u Kurska (1943) nejvýznamnější a rozhodující střetnutí německých a sovětských vojsk na východní frontě druhé světové války. Bitva byla vedena o Stalingrad (dnešní Volgograd), klíčové město na dolním toku řeky Volhy. Rudá armáda v ní dobyla historické vítězství, když nejprve obklíčila a posléze zcela zničila německou 6. armádu pod velením polního maršála Friedricha Pauluse a způsobila Wehrmachtu a jeho četným spojencům významné materiální i lidské ztráty, které byly jednou z příčin ústupu německých vojsk z oblasti Donu, Kavkazu a Kubáně.

## Shrnutí průběhu bitvy

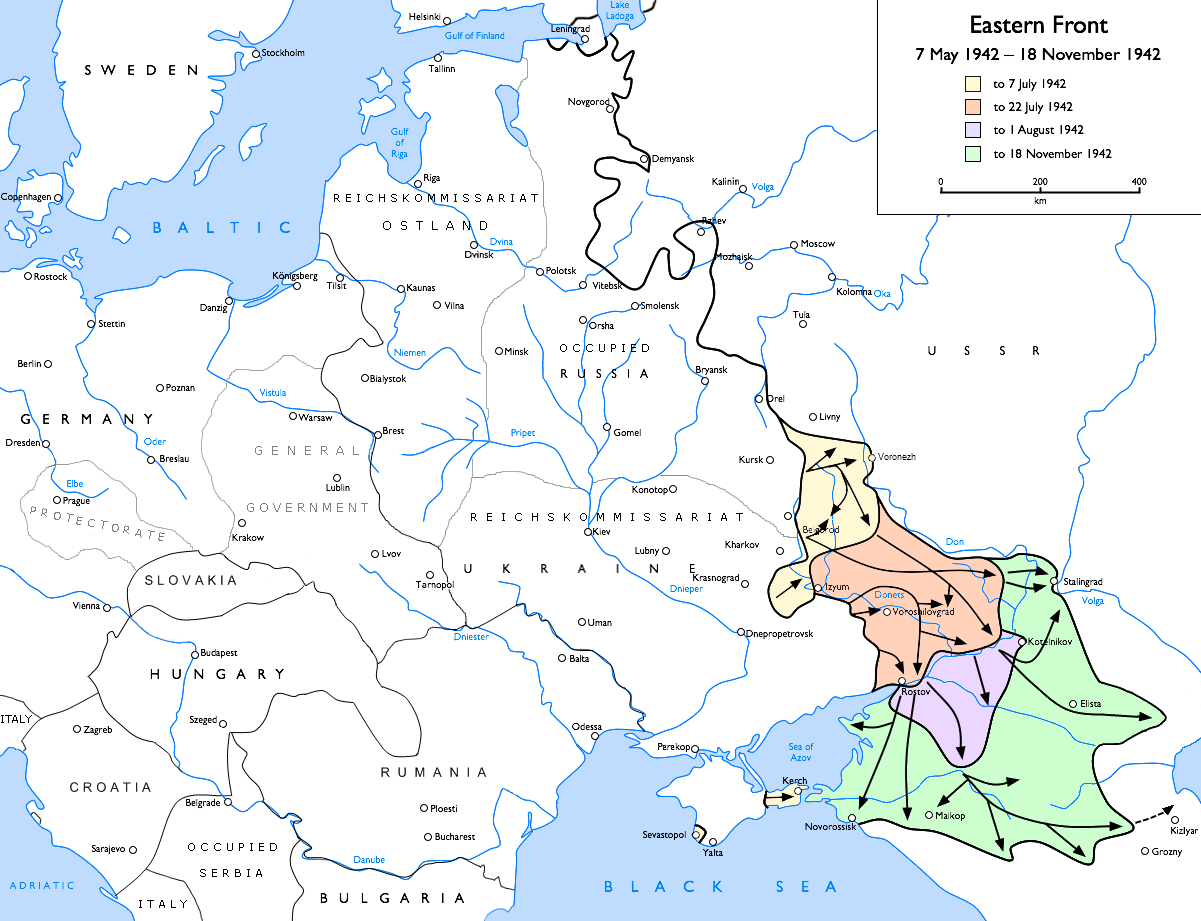
Operace Blau: Německý postup od 7. května 1942 do 18. listopadu 1942

Průběh poloviny bitvy byl na německé straně poznamenán osobními zásahy Adolfa Hitlera. Ten byl fascinován představou dobytí města nesoucího jméno jeho protivníka a na dálku velice nešťastně zasahoval do řízení vojenských operací. Rudá armáda vybičovaná rozhořčením nad barbarským chováním německých jednotek v Sovětském svazu a prací agentů a uzávěrových jednotek NKVD, kteří dostali rozkaz zastřelit každého, kdo by město opustil a prchl za Volhu, město zuřivě bránila. Rudá armáda se dokázala udržet na malém kousku země poblíž pravého břehu řeky Volhy (speciálně 62. armáda pod velením generála V. I. Čujkova), podporována obrovským množstvím děl rozmístěných na levém břehu. Zatímco válečníci Osy postupně, dům od domu, obsazovali a čistili Stalingrad, Rudá armáda přemístila ke Stalingradu všechny jednotky postradatelné jinde na frontě a také další síly ze Sibiře a 19. listopadu 1942 zahájila operaci Uran – smetla rumunské, maďarské a italské jednotky nacházející se na křídlech 6. armády a obklíčila ji ve městě spolu s částmi 4. tankové armády.
V této době se snad ještě 6. armáda mohla probít zpět, ale Hitler to zakázal. Hitler nařídil generálu Erichu von Mansteinovi, aby se k Stalingradu probil a obnovil spojení s 6. armádou. Manstein se tento, v dané situaci prakticky nemožný úkol, pokusil splnit a dostal se se svými jednotkami 50 km od Stalingradu, ale čerstvé ruské síly jej posléze definitivně vrhly zpět. Hitler, podpořen tvrzením vrchního velitele Luftwaffe maršála Hermanna Göringa, že dokáže Paulusovu armádu zásobovat ze vzduchu, zakázal Paulusovi vyrazit z města naproti Mansteinovi. Göring však svůj slib splnit nedokázal a při pokusech o jeho splnění nechal zcela zdecimovat zásobovací a přepravní část Luftwaffe. Když Hitlerovi došlo, že Paulus a jeho vojska jsou ztraceni, nařídil jim, že musí vydržet co nejdéle a jmenoval Pauluse polním maršálem, protože žádný německý polní maršál se nikdy před tím v historii nepříteli nevzdal. Paulus však odmítl zemřít a byl sovětskými vojáky zajat. Organizovaný odpor 6. armády byl ukončen 2. února 1943. Uvnitř kotle bylo zajato asi 90 000 vojáků; často již ve velmi zuboženém stavu, pouze 6000 se jich po konci války dočkalo propuštění na svobodu a mohlo se vrátit domů.

## Situace před bitvou

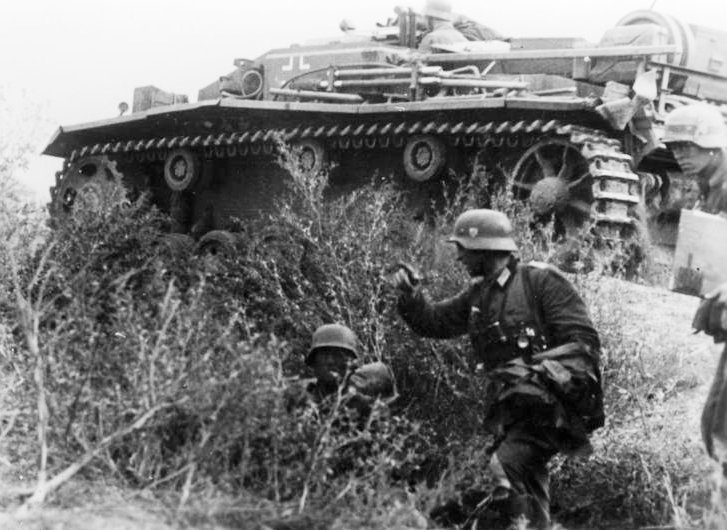
Německé pěší a tankové síly v přípravné fázi (za vojáky útočné dělo StuG III)

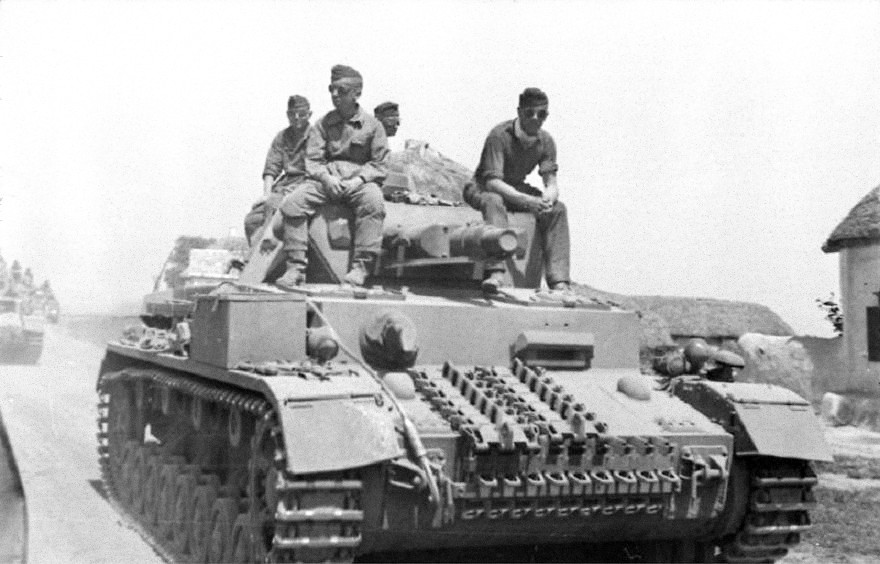
Panzer IV

V původních německých plánech toto město nebylo žádným významným strategickým cílem. Směrnice č. 45 z 23. července 1942, s kódovým označením Braunschweig, nařizovala pokračovat v operaci Blau. Směrnice přikazovala sedmnácté armádě a první tankové armádě skupiny armád A pronásledovat sovětskou Rudou armádu za velkou zátočinu Donu a za Rostovem je zničit. Šestá armáda, podporovaná čtvrtou tankovou armádou, měla mezitím vyrazit směrem ke Stalingradu a rozdrtit nepřátelské síly tam soustředěné, obsadit město a zablokovat pozemní komunikace mezi Donem a Volhou.
Tato bitva byla důsledkem německé ofenzívy, která započala po neúspěšném pokusu dobýt Moskvu (duben 1942). Cílem této ofenzívy byla ropná pole na Kavkaze a strategicky a hospodářsky významné pozice na jihu Ruska. Této ofenzívě bezprostředně předcházel sovětský útok poblíž Charkova, kde Rudá armáda pod vedením maršála S. K. Timošenka prorazila německou frontu (12. května 1942). Tyto akce byly zastaveny německou ofenzívou, která začala počátkem května útokem na Sevastopol (obsazen 3. července 1942) a Kerčský poloostrov (obsazen 15. května 1942).
Hlavní ofenzíva byla zahájena 28. června 1942, kdy Němci zaútočili směrem na Voroněž a Kursk, mezi Charkovem a Kurskem prolomili sovětskou obranu a dostali se až k silnici Staryj Oskol - Voroněž, odkud pokračovali směrem ke Stalingradu (dnešní Volgograd). Stalingrad byl původně jediným cílem, ale v průběhu července se Adolf Hitler rozhodl ovládnout i Kavkaz, čímž oslabil 6. armádu (generál Friedrich Paulus), která se nacházela severně od Stalingradu. Dne 12. července vznikl tzv. „stalingradský front“, což byla snaha opevnit Stalingrad. Velením obranných akcí před Stalingradem byl pověřen generál A. I. Jerjomenko. Přímo ve městě velel 62. armádě V. I. Čujkov a vrchní velení nad celým válčištěm měl až do začátku protiofenzivy Georgij Žukov.
Dne 24. července padl Rostov do rukou německé 17. armády. První a čtvrtá tanková armáda uskutečnily v následujících šesti dnech průlom východním směrem přes Don a zatímco první armáda postupovala na jih, aby dosáhla Kavkazu, čtvrtá se otočila severovýchodním směrem, aby mohla podpořit Paulusovu 6. armádu při útoku na Stalingrad. Na čele této 6. armády postupoval XIV. tankový sbor generála von Weiterscheima. Byl to jediný tankový sbor v sestavě 6. armády a skládal se z 16. tankové divize, 3. a 60. pěší (motorizované) divize. Před touto „obrněnou pěstí“ Rusové ustupovali přes Don jak na sever, tak i na východ ke Stalingradu. Tento ústup, který byl zamýšlen jako operační, přerostl však u mnoha sovětských divizí v neorganizovaný divoký úprk. Na mnoha místech se projevila panika. Sovětské velení mělo jasný cíl. Udržet Stalingrad, město Stalinova jména v ohybu Volhy.

## Průběh bitvy

### Německý útok

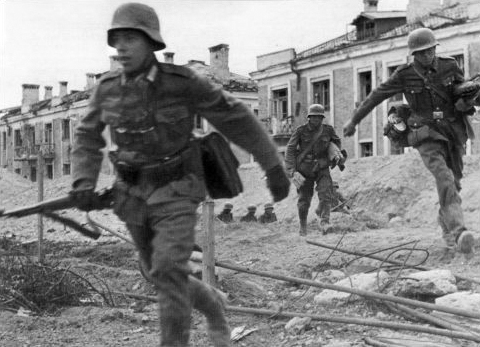
Německé síly postupující ulicemi Stalingradu

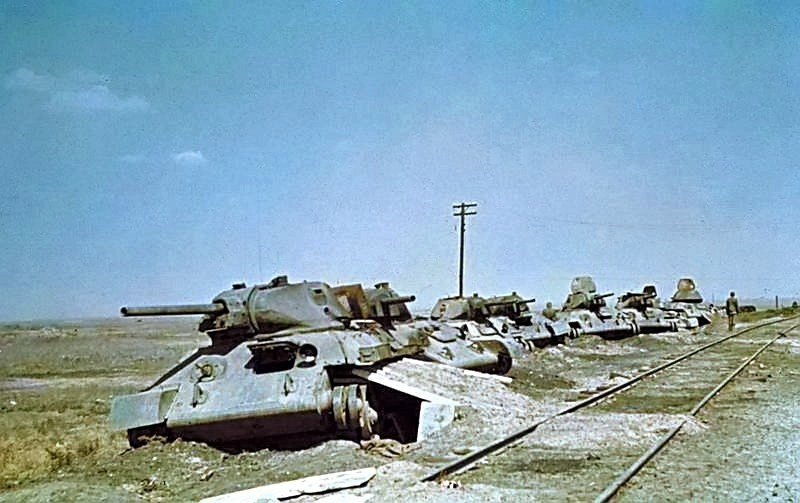
Zničené sovětské tanky T-34

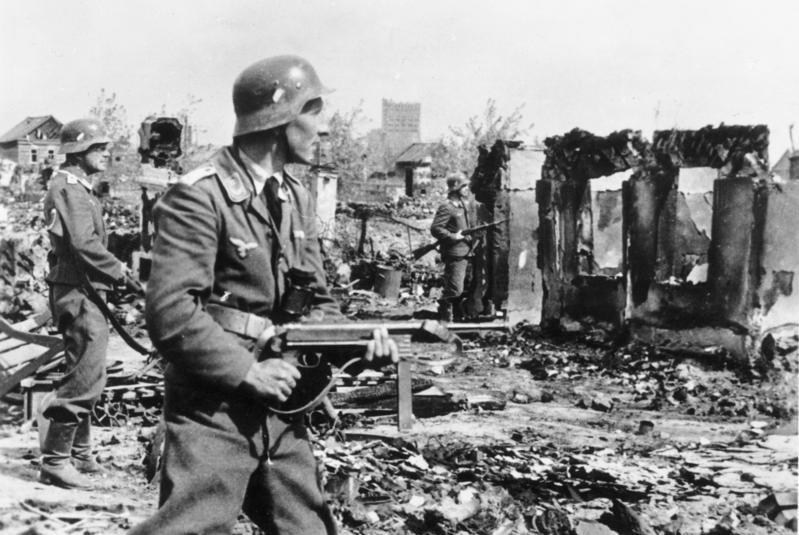
Němečtí příslušníci Wehrmachtu razící si cestu ruinami Stalingradu

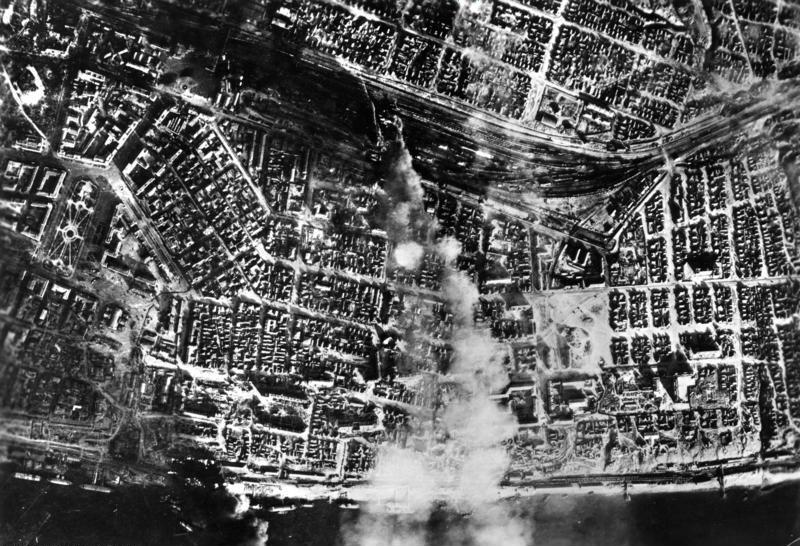
Letecké snímky z bombardování Stalingradu, během něhož zahynulo přes 40 000 civilistů

Dne 17. července se generálplukovník Friedrich Paulus rozhodl zaútočit. Německá 6. armáda se 8. srpna dostala k „vnější obraně“ Stalingradu. Dne 21. srpna německé jednotky prolomily vnější obranu a překročily Don. O dva dny později se 6. armáda dostala k Volze (severně od Stalingradu), v této fázi se A. Hitler, patrně z prestižních důvodů, rozhodl opět posílit 6. armádu. Poté Němci, prakticky na předměstí Stalingradu, narazili na odpor 62. armády generála Čujkova. V této fázi bitvy německá armáda spálila dřevěné předměstské čtvrti, ale nepodařilo se jí dosáhnout výraznějších úspěchů.
Dne 13. září byla sovětská frontová linie šest a v některých místech patnáct kilometrů od Volhy. Držely je divize 62. armády, jež měly k dispozici asi 60 tanků. Během tohoto dne Němci prorazili tuto obranu a podařilo se jim obklíčit jádro obrany – Stalingradský traktorový závod F. E. Dzeržinského (Сталинградский тракторный завод имени Ф. Э. Дзержинского) a továrny Barikády (Сталинградский машиностроительный завод «Баррикады») a Rudý říjen (Красный Октябрь). To mimo jiné znamenalo také to, že v traktorovém závodu byla ukončena výroba a opravy tanků, které zde probíhaly ještě na počátku samotné bitvy. Němci se snažili zaměřit svoji dělostřeleckou palbu na prostor ústředního přístaviště, kam byli každou noc z východního respektive levého břehu přiváženi vojáci a zásoby. Po 14. září se bitva rozpadla do nepřehledných a nelítostných pouličních bojů, které trvaly až do sovětského protiútoku. Během těchto bojů německá armáda ovládla téměř celý Stalingrad a koncem září se generál Paulus pokusil soustředěným útokem dobýt poslední bašty Stalingradu. K tak velkému manévru na obklíčení celého průmyslového komplexu mu však již nestačily síly. Dál pokračovaly vleklé a úporné pouliční boje. Sověti v této době ztratili kontrolu nad centrem města a jejich síly byly rozděleny na dvě části. V jižní části bránili především podzemí tj. tunely a bunkry vykopané do západního břehu řeky Volhy, či rokli řeky Caricy, nedaleko přístaviště na Volze.
Dne 14. října došlo k hlavnímu úderu německé armády, tento den byl nejkrvavějším dnem celé bitvy, po masivních náletech a dělostřeleckém útoku se Němci dostali do Traktorového závodu (čímž došlo k definitivnímu přerušení oprav a výroby tanků), čímž postoupili o téměř dva kilometry. Po tomto útoku sovětská armáda držela pouze úzký pruh u Volhy (v některých místech pouze 300 metrů). Tyto „poslední metry“ se však ukázaly být rozhodujícími, mj. proto, že německé dělostřelectvo zde už nadále nebylo schopné poskytovat stejnou podporu útočícím jednotkám, ostřelováním cílů na odvrácených svazích. V tuto dobu také stanovilo sovětské velení heslo: "Bojujte, jakoby za Volhou nebyla už žádná země“. Ze Stalingradu byli odváženi pouze boje neschopní ranění, každou noc byly přiváženy další posily a munice.
V tomto období držela 6. německá armáda zhruba čtyři pětiny Stalingradu. Dne 26. října se Vestfálcům 16. tankové a pěšákům 94. pěší divize podařilo dobýt předměstí Spartakovka, o které se tvrdě bojovalo již od srpna. Po tomto úspěchu ovládala německá armáda více než devět desetin Stalingradu. 62. armáda, jejímž velitelem byl generál Vasilij Ivanovič Čujkov, v tuto dobu bránila pouze několik továrních budov a několik málo kilometrů příkrého volžského břehu (západní resp. pravý břeh řeky). Jednalo se o velmi úzký pruh zničené země, nicméně celý štáb 62. armády včetně velitele odmítl evakuaci na levý břeh a bránil spolu s řadovými vojáky tento malý perimetr.
Dne 11. listopadu Friedrich Paulus zaútočil znovu, uvědomoval si, že jde o poslední šanci dobýt město Stalingrad do příchodu zimy, 12. listopadu se jeho čtvrté tankové armádě podařilo výpadem dosáhnout břehů Volhy jižně od města a tím uzavřít obklíčení. Rozhodující obrat v boji to však nepřineslo.

### Sovětský protiútok

Operace Uran

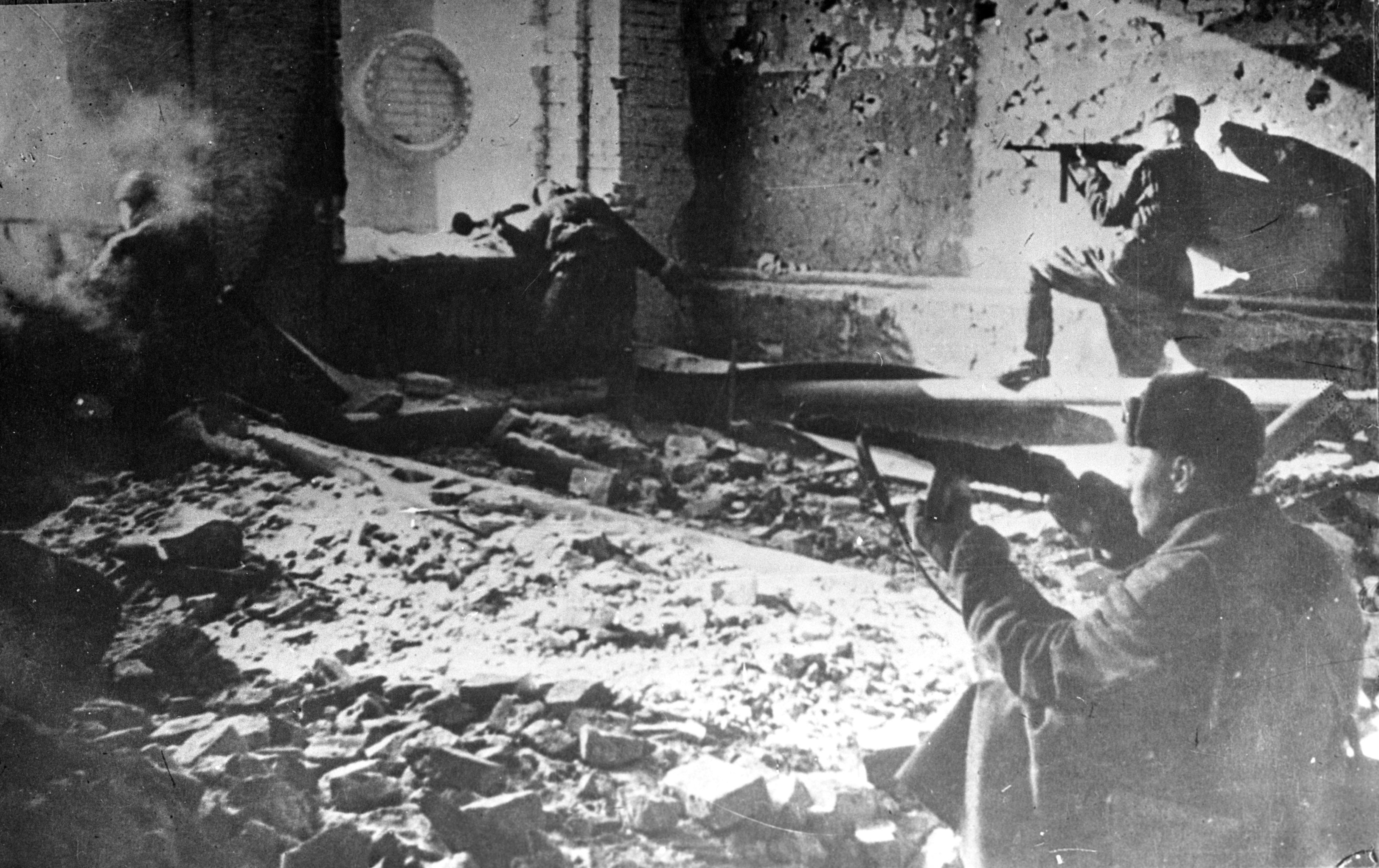
Sovětští vojáci při obraně budovy

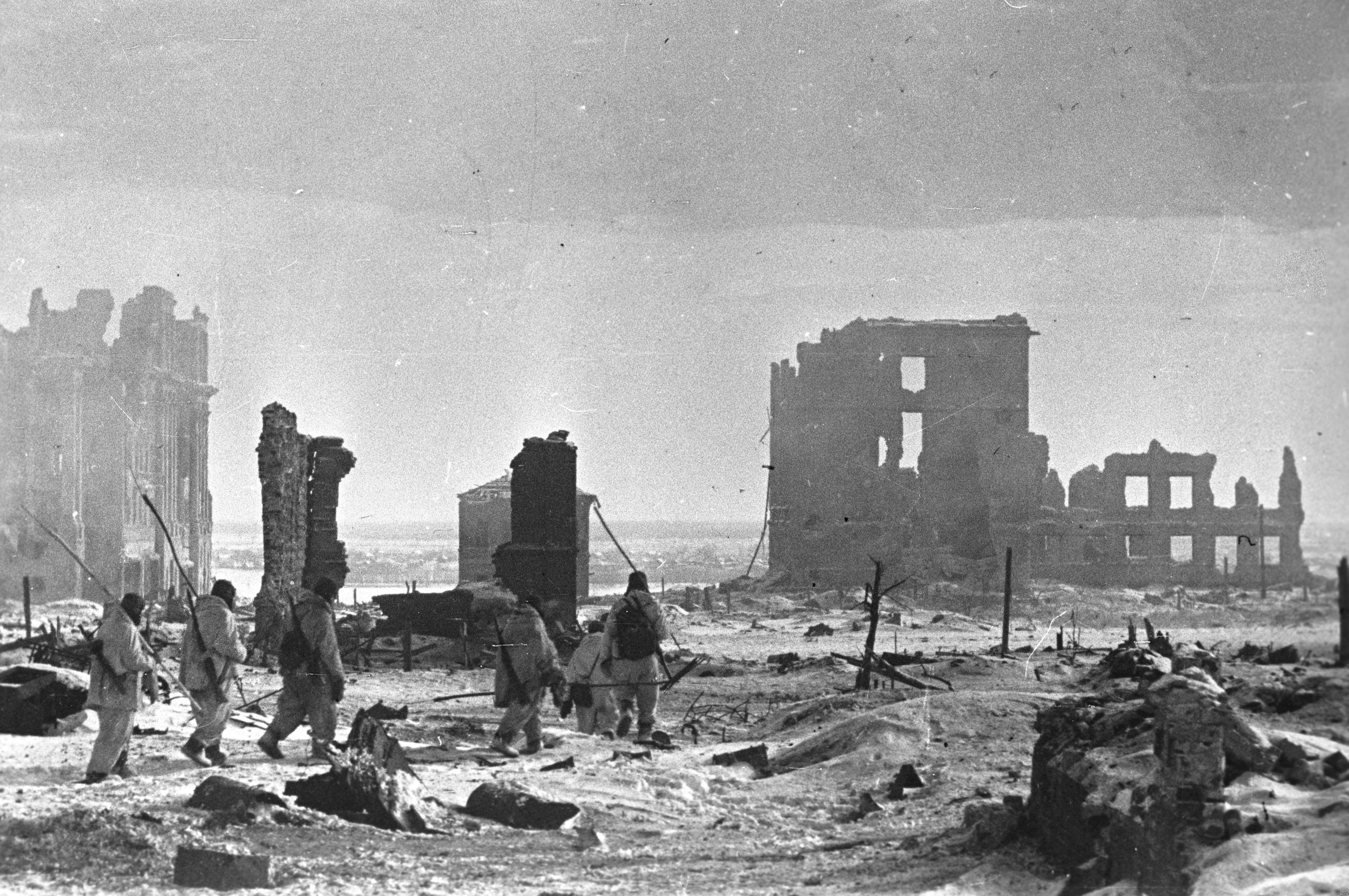
Osvobozené centrum Stalingradu

Potom 19. listopadu už začal Stalinův protiútok. Aby mohl soustředit proti Stalingradu ty největší možné síly, snažil se Hitler ušetřit jednotky jinde. Spojil stepní frontu severně a jižně od města s jednotkami svých spojenců Rumunů (3. a 4. rumunská armáda), Maďarů (2. maďarská armáda) a Italů (8. italská armáda).
Žukovův, Vasilevského a Stalinův plán umístil dva fronty, Jihozápadní (Vatutin) a Donský (Rokossovskij) západně od města s pěti pěšími a dvěma tankovými armádami. Tyto dva fronty udeřily na německé postavení 19. listopadu. Dne 20. listopadu se dal do pohybu Stalingradský front. Dne 23. listopadu se tyto jednotky v husté sněhové vánici setkaly u Kalače na Donu západně od Stalingradu, zde obsadily velmi důležitý most přes Don. Tento úder byl pro německou armádu velmi těžký, třetí a čtvrtá rumunská armáda byly v troskách, německá čtvrtá tanková armáda byla nucena ustoupit a šestá armáda zůstala pohřbena v sutinách na březích Volhy. Dne 22. listopadu obdržel generál Paulus rozkaz vydržet a očekávat další rozkazy. Byla to zřejmě Hitlerova pojistka proti ukvapenému ústupu.
Po pečlivém zvážení situace poslal Paulus 23. listopadu ve 23 hodin 45 minut radiogram přímo Hitlerovi, ve kterém naléhavě žádal o povolení úniku z obklíčení. Hitlerova odpověď došla 24. listopadu ráno. Hitler nařizoval vytvořit frontu „kotle“ a stáhnout všechny na západ od Donu stojící části armády přes Don do „kotle.“
Dne 26. listopadu převzal velení nad skupinou armád Erich von Manstein, který se měl pokusit osvobodit 6. německou armádu v rámci vyprošťovací Operace zimní bouře. Manstein nepřivedl nové síly, jen převzal obklíčenou 6. armádu, rozbitou rumunskou 3. armádu, armádní skupinu Hollidt s posbíranými silami na Čiru a nově formovanou armádní skupinu Hoth. Jeho plánem bylo zaútočit ze západu skupinou generála Hollidta přímo na Kalač na Donu. Hothova armádní skupina měla mezitím udeřit z jihozápadu z prostoru kolem Kotelnikova a rozbít sovětské sevření. Čirská fronta měla krýt bok této záchranné akce. Pokud by to situace dovolila, měl 48. tankový sbor v součinnosti s 11. tankovou divizí, 336. pěší divizí a jednou polní divizí letectva podpořit Hothovu operaci útokem na severovýchod.
Dne 12. prosince byla zahájena Mansteinova vyprošťovací ofenzíva nazvaná operace Zimní bouře. Tankové divize musely překonat zhruba 100 kilometrů zasněžených stepí. Sověty tato ofenzíva překvapila. Stalin Jerjomenkovi poslal na pomoc 2. gardovou armádu. 16. prosince zaútočila Rudá armáda na italskou 8. armádu severně od Stalingradu, jejíž postavení prolomila. Mansteinovy tankové divize se zastavily 56 kilometrů od Stalingradu.

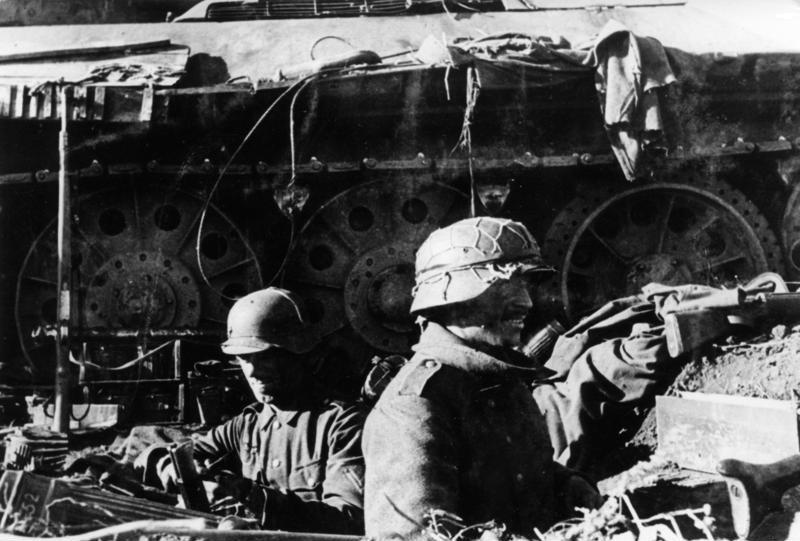
Hrstka Němců zahnaná do defenzívy u vraku tanku T-34

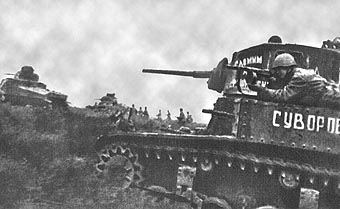
Tank M3 Stuart ve službách Rudé armády u Stalingradu

Německé letectvo nebylo schopno v zimě zásobovat celou armádu. Pro udržení bojeschopnosti potřeboval Wehrmacht 750 tun zásob denně. Útoky rudého letectva, ostřelování přistávacích ploch, námraza, nejisté zimní počasí a letecké nehody způsobily dopravním silám Luftwaffe těžké ztráty. Bylo zaznamenáno asi 550 totálních ztrát - to znamená, že třetina letounů i s posádkami se stala obětí počasí, stíhačů a protiletadlového dělostřelectva, či byla zničena ostřelováním letišť. Za celou dobu se letectvu podařilo přepravit pouze dvakrát stanovené minimální množství na přežití – 300 tun materiálu denně. Od 25. listopadu do 11. ledna se denně přepravovalo v průměru pouze 104,7 tun materiálu. Za toto období bylo zároveň odsunuto téměř 25 000 raněných. Pro německou armádu znamenalo nedostatečné zásobování pohromu. Chyběly potraviny, zdravotnický materiál, zimní oblečení, střelivo i pitná voda. Vojáci byli vystaveni krutým podmínkám třicetistupňových mrazů, nedostatku potravin a sovětskému ostřelování.
Navíc Rudá armáda v rámci Operace Prsten svými postupnými útoky stále více svírala smyčku kolem Stalingradu, německá vojska postupně zatlačila na východ až do stalingradských ruin. 24. prosince obsadila letiště v Tacinské, kde bylo na zemi zničeno 70 dopravních letadel. Počátkem ledna 1943 se příliv zásob zmenšil natolik, že denní dávka jídla pro obklíčené vojáky byla 50 gramů chleba. Ti umírali na následky podchlazení, podvyživení, nemocí i zranění. V improvizovaných ošetřovnách leželo za drastických podmínek 40 tisíc zraněných, kteří umírali bez lékařské péče, přičemž mrtví zůstávali na lůžkách, protože nebyla síla je pohřbít. Vojáci se živili masem ze zmrzlých koní a dokonce se uchylovali ke kanibalismu, když jedli maso ze svých zmrzlých spolubojovníků. Měli i velký nedostatek pitné vody, panovaly zde také velmi špatné hygienické podmínky, což vedlo k tomu, že mnoho vojáků onemocnělo úplavicí, nedostatečné oblečení a zima způsobovala omrzliny.
Po 10. lednu, když padlo hlavní letiště uvnitř stalingradského perimetru, bylo přistávání natolik obtížné, že většina zásob se musela shazovat na padácích a již nebylo možné pravidelně evakuovat raněné. Ke dni 24. ledna téměř 20 000 mužů leželo v improvizovaných, často nevytápěných lazaretech při venkovní teplotě -30 stupňů.
Dne 8. ledna poslali Nikolaj Nikolajevič Voronov a Konstantin Konstantinovič Rokossovskij Paulusovi výzvu ke kapitulaci, v níž slibovali lékařskou pomoc a potraviny. Paulus kapitulaci nepřijal. Teprve několik dní před kapitulací požádal Paulus Hitlera o její povolení. Hitler však, zaslepen svým přesvědčením, kapitulaci odmítl se slovy: „Šestá armáda musí splnit svou svatou povinnost“. Navíc ještě Paulusovi věřil a povýšil radiotelegraficky Pauluse 30. ledna do hodnosti polního maršála, prakticky očekával, že raději spáchá sebevraždu než by volil zajetí, neboť ještě žádný německý maršál se nevzdal nepříteli. Paulus se přesto 31. ledna vzdal. Poslední vojáci pod vedením generála Karla Streckera kapitulovali 2. února. V podzemí Stalingradu však zůstalo ještě asi 10 tisíc mužů, z nichž poslední se vzdali až počátkem března 1943.

## Důsledky

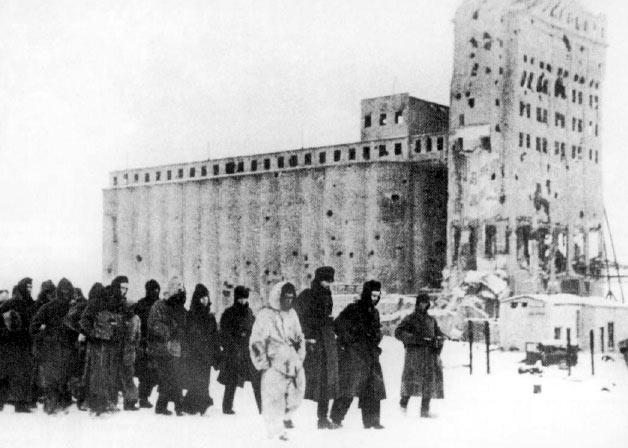
Zajatí němečtí vojáci procházejí kolem stalingradské sýpky (1943)

Podle válečných deníků 6. armády a denních hlášení sborů se v kotli v polovině prosince nacházelo 230 300 Němců a jejich spojenců, z toho 13 000 Rumunů. Kromě toho k tomuto datu deníky uvádějí i 19 300 ruských zajatců a přeběhlíků.
Z těchto 230 300 důstojníků a vojáků bylo k 24. lednu 1943 letecky evakuováno 42 000 raněných, nemocných a specialistů. 16 800 vojáků bylo podle sovětských hlášení od 10. do 29. ledna zajato. Při kapitulaci od 31. ledna do 3. února se podle sovětských údajů vzdalo 91 000 mužů, podle jiných údajů jich bylo na 130 000. Podle nedávno odtajněných zpráv sovětské NKVD se po kapitulaci v podzemí Stalingradu nacházelo zhruba 10 tisíc německých vojáků, z nichž asi 2 tisíce padly při přestřelkách a 8 tisíc bylo zajato.

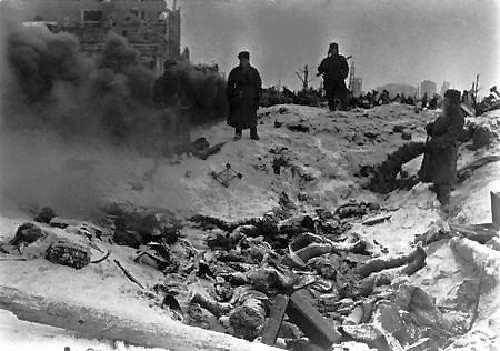
Mrtví vojáci ve Stalingradě

Celkem na stalingradském bitevním poli padlo 80 500 německých vojáků, v tomto jsou zahrnuti i těžce ranění, kteří zůstali v posledních dnech bez péče a stravy. Podle ruských historiků padlo celkem asi 115 tisíc vojáků Wehrmachtu, kdežto ztráty na sovětské straně činily asi 400 tisíc mrtvých a asi 730 tisíc raněných. Podle historika Stephena Walshe padlo, bylo raněno nebo zajato 600 000 Němců a 494 374 Rumunů, Italů a Maďarů.

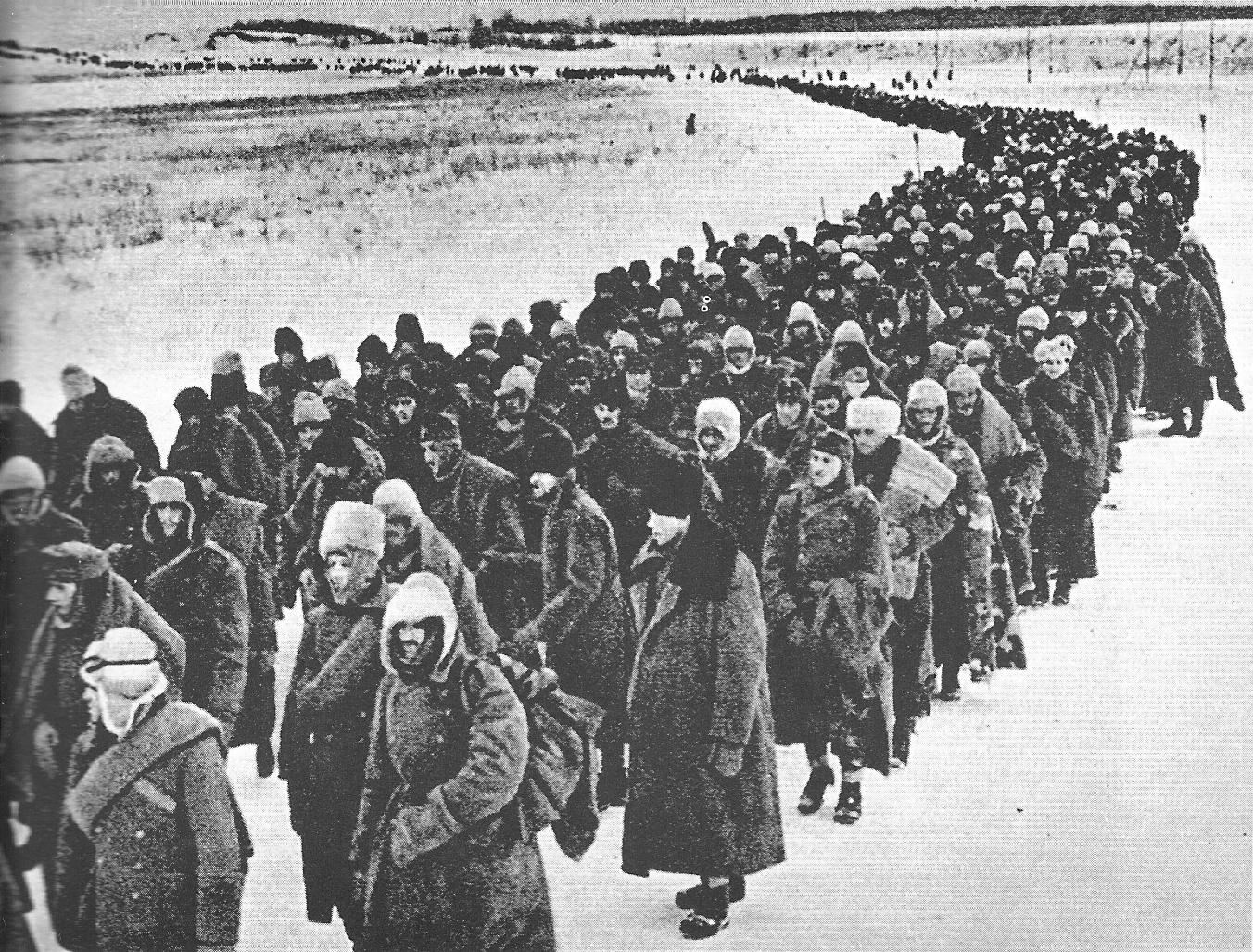
Nekonečný zástup Němců zajatých u Stalingradu (90 000)

Vojáci Wehrmachtu, kteří padli do zajetí, se nacházeli v žalostném stavu. Po dvanácti týdnech, kdy hladověli a byli vystaveni krutým mrazům ve stalingradském kotli, byli podvyživení a ztratili imunitu i vůči nemocem, které by za normálních okolností nebyly smrtelné. Tisíce jich zemřely již při pochodu do zajateckých táborů, další desetitisíce zemřely v důsledku totálního vyčerpání a nemocí v zajateckých táborech v okolí Stalingradu. Tam přežilo pouze 33 tisíc mužů, kteří byli později transportováni na Ural a na Sibiř, kde pracovali v dolech. Do Německa se jich v 50. letech vrátilo pouze 6 tisíc.
V Sovětském svazu se při zprávě o Paulusově kapitulaci na oslavu prvního nesporného sovětského vítězství ve válce rozezněly zvony na Kremlu. Po této bitvě byla 62. armáda přejmenována na 8. gardovou armádu.
V Německu byl ve dnech 3. až 5. února 1943 vyhlášen celoříšský státní smutek, byly vyvěšeny černé prapory, byla zakázána filmová a divadelní představení apod. a zdůrazňovalo se, že tito Němci padli proto, aby německý národ žil.

## Fotogalerie

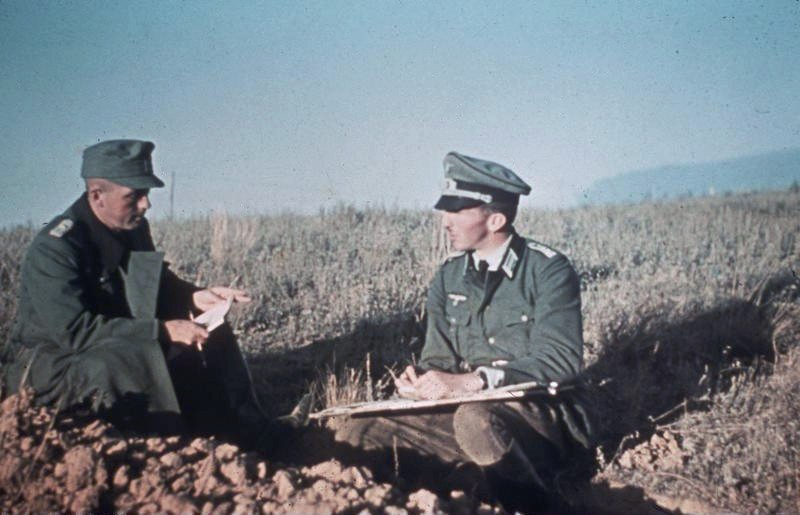
Vojenská porada
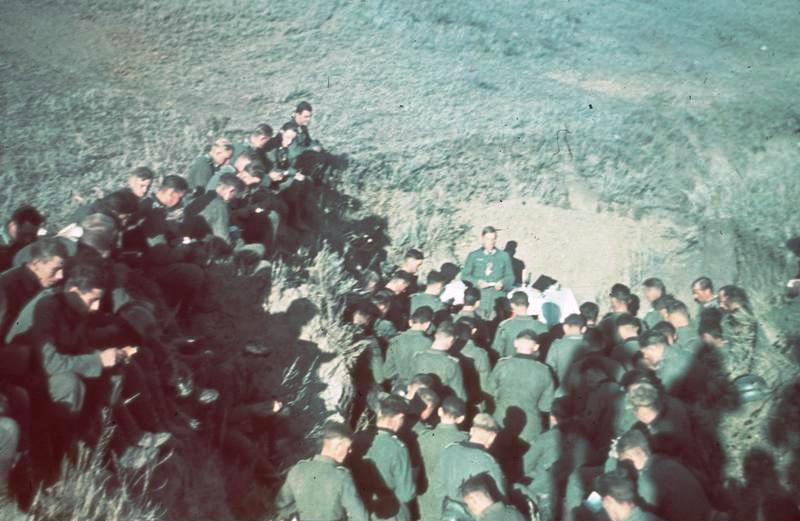
Bohoslužba v polních podmínkách
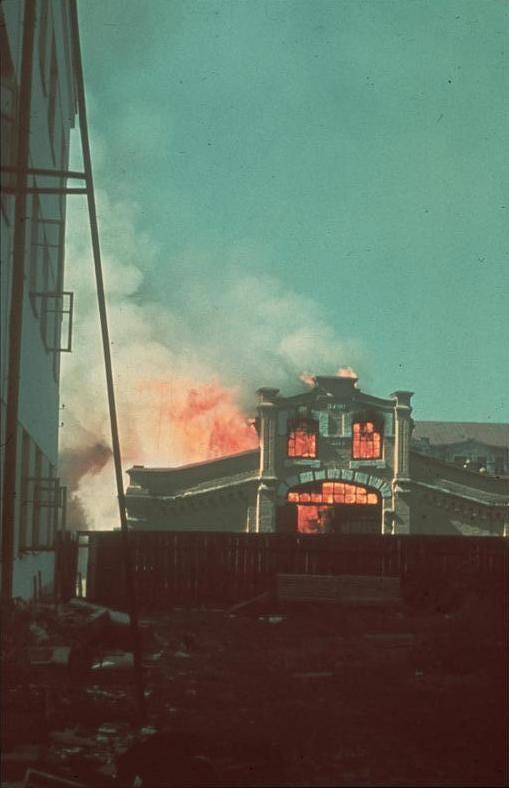
Budova zapálená německými vojáky
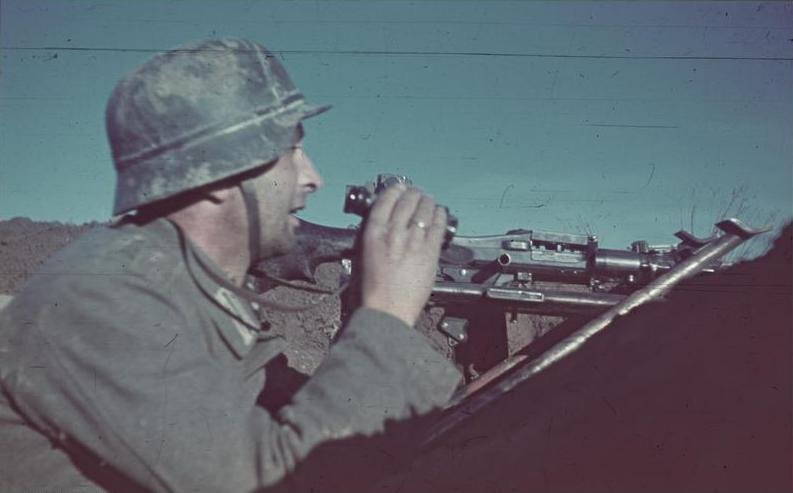
Německý kulometčík
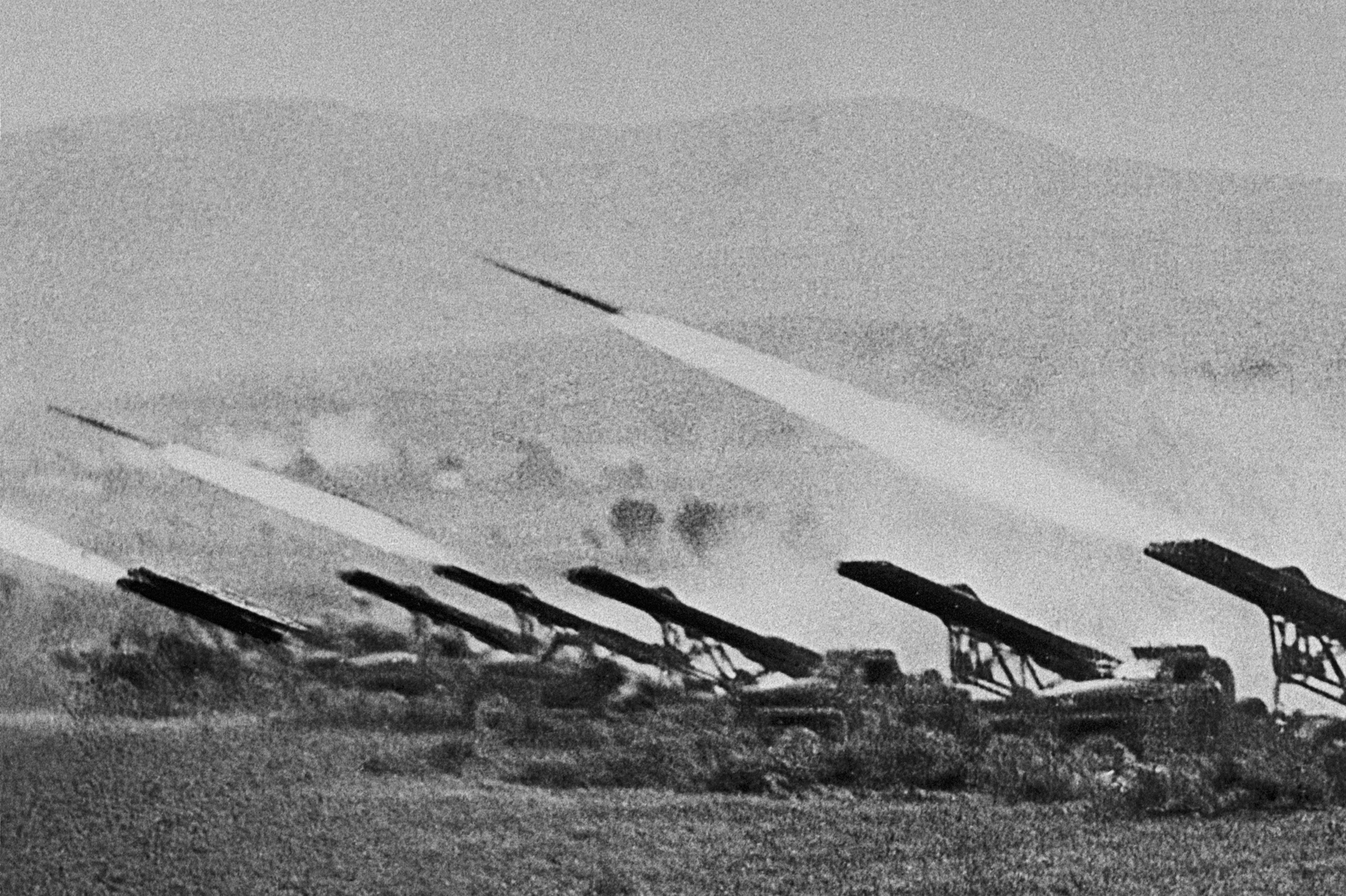
Kaťuše u Stalingradu
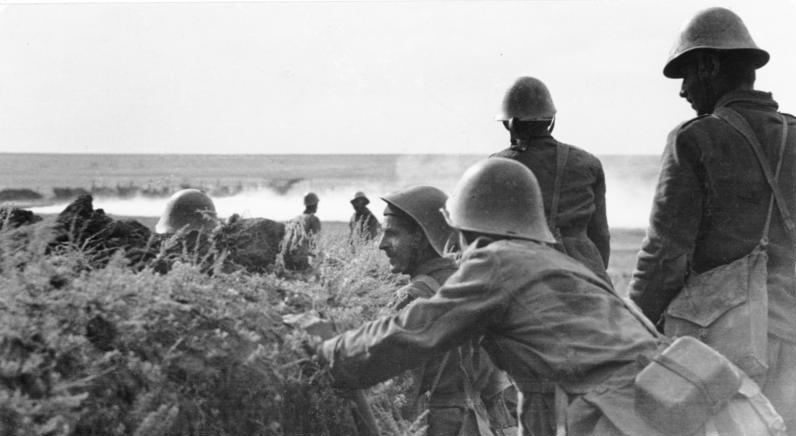
Rumunské jednotky u Stalingradu
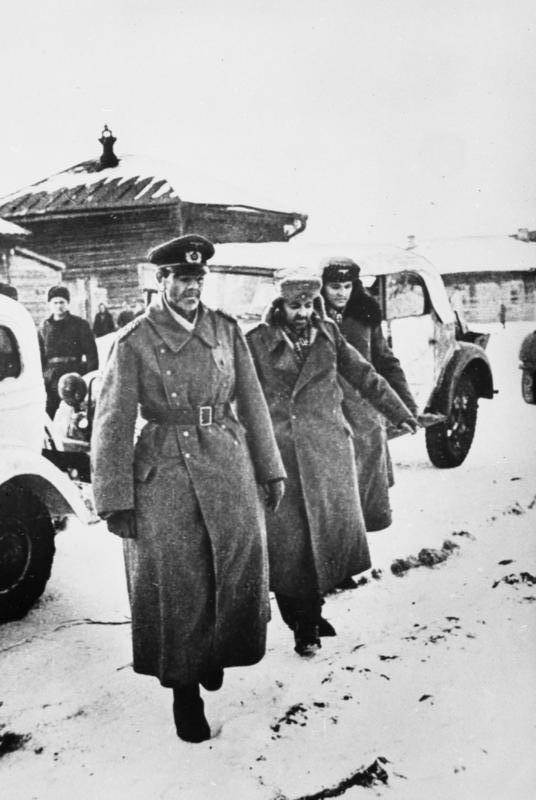
Paulusova kapitulace
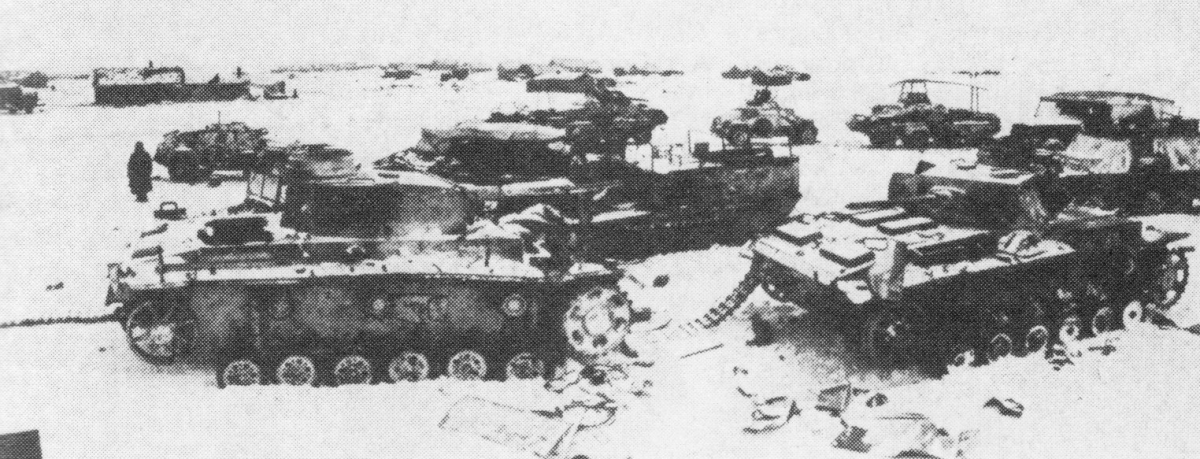
Zničená německá technika u Stalingradu

## Odraz v kultuře
V r. 1946 byla na počest vítězství nad německou armádou přejmenována stanice pařížského metra Aubervilliers na Stalingrad.
Na památku bitvy byl pojmenován asteroid vnějšího hlavního pásu (2250) Stalingrad, objevený 18. dubna 1972 sovětskou astronomkou Tamarou Smirnovou na Krymské observatoři Naučnyj.
- Stalingradská bitva I, II (1949), dvoudílný sovětský film, režie Vladimir Michajlovič Petrov
- Stalingrad (1989), sovětský film, režie Jurij Ozerov
- Stalingrad (1993), německo-švédský film režie Joseph Vilsmaier
- Nepřítel před branami (2001), americký film, režie Jean-Jacques Annaud
- Stalingrad (2003), německý třídílný dokument
- Stalingrad (2013), ruský film, režie Fjodor Bondarčuk